# Geghhovit
Geghhovit (in armeno Գեղհովիտ? 
, conosciuto anche come Geghahovit, fino al 1968 Verin Gharanlugh) è un comune dell'Armenia di 6 468 abitanti (2009) della provincia di Gegharkunik.